# Pirimela denticulata
Pirimela denticulata là một loài cua dạng cua bơi duy nhất trong chi Pirimela.

## Mô tả
Pirimela denticulata là loài cua "nhỏ, đẹp", với kích thước mai cua dài đến 12 mm (0,5 in) và rộng đến 15 mm (0,6 in). Màu của nó chủ yếu là xanh lục, với đốm nâu, tía hay đỏ. Rìa phía trước của mai có 3 răng cưa giữa các mắt, 2 xung quanh hốc mắt và 5 răng cưa dọc theo mỗi bên.

## Phân bố
Pirimela denticulata được tìm thấy trong vùng biển từ đảo Anh đến Mauritanie, Địa Trung Hải, quần đảo Canaria, quần đảo Cabo Verde và Açores. Nó sống trong các hang hốc trong trầm tích cát hay trong thảm thực vật ngầm, ở độ sâu tới 250 m (820 ft).

## Phân loại
Pirimela denticulata được George Montagu mô tả lần đầu tiên năm 1808 dưới danh pháp Cancer denticulata. Sau đó nó được William Elford Leach chuyển sang chi Pirimela do ông lập ra và chỉ bao gồm duy nhất P. denticulata. Loài thứ hai của Pirimela là P. princeps, hiện nay được coi là đồng nghĩa của P. denticulata.
Loài tuyệt chủng cùng chi hiện đã biết là Pirimela lorentheyi Muller 1974.

### Pirimelidae
Họ Pirimelidae do Alfred William Alcock lập năm 1899. Ng et al. (2008) xếp nó trong liên họ Cancroidea, nhưng Schubart & Reuschel (2009) chuyển nó sang liên họ Portunoidea và cho rằng nó có quan hệ họ hàng gần với họ Carcinidae. Spiridonov et al. (2014) duy trì họ này, nhưng Evans (2018) giáng cấp nó thành phân họ Pirimelinae trong họ Carcinidae.
Các chi tuyệt chủng khác có thể thuộc họ/phân họ này bao gồm:
- Trachypirimela Müller, 1974
  - Trachypirimela grippi Muller 1974
- Pliopirimela Van Bakel, Jagt, Fraaije & Willie, 2003. Có tài liệu cho rằng nó thuộc họ Pilumnoididae Guinot & MacPherson, 1987.
  - Pliopirimela deconincki Van Bakel et al., 2003.
- Parapirimela Van Straelen, 1937
  - Parapirimela angolensis Van Straelen, 1937